# アルコール離脱症候群
アルコール離脱症候群（アルコールりだつしょうこうぐん、Alcohol withdrawal syndrome）は過剰なアルコール摂取期間後、アルコールの摂取を止めたり量を減らすことにより発症する。一般的な症状は主に不安感、震え、発汗、嘔吐、頻脈、微熱である。さらに重い症状には てんかん発作、幻覚、幻聴、振戦せん妄(DTs)がある。通常、最後のアルコール摂取から6時間後位より症状が出始め、24-72時間後に症状が一番重くなり、7日後には症状は向上する。
アルコール離脱はアルコールに依存している人に起こる。計画的または非計画的な禁酒や減酒によって起こる。その根本的なメカニズムは脳のGABA受容体の反応が減少することによるものである。通常、離脱の過程にはアルコール離脱症状評価尺度(CIWA-Ar)が用いられる。
一般的なアルコール離脱の治療はベンゾジアゼピンなどのクロルジアゼポキシドまたはジアゼパムが用いられる。症状に基づいて服用量が決まっていることが多い。通常はチアミンが勧められる。電解質不均衡と低血糖の治療もするべきである。早期の治療ほど効果がある。
欧米では、人口の約15%がアルコール依存症の経験がある。アルコール依存症患者がアルコール摂取量を減らすことにより、その約半数の人に離脱症状が診られ、その内の4%の患者に重い症状が出る。重症患者の15%が死に至る。アルコール離脱症の症状は、古くは紀元前400年にヒポクラテスにより記録されている。1800年代までは深刻な問題ではないと考えられていた。

## 徴候と症状
アルコール離脱の兆候・症状は、主に中枢神経系で発生する。離脱の重症度は、睡眠障害や不安といった軽度のものから、せん妄、幻覚、自律神経失調症といった命にかかわる重症まででさまざまである。
離脱症状は、最後の飲酒から6-24時間後に発生する。これは1週間ほど続くことがある。アルコール離脱症候群と診断されるには、患者は以下の症状を最低2つ満たす必要がある。それは、手の震え、不眠、吐き気や嘔吐、一過性幻覚（聴覚、視覚、触覚）、精神運動性激越、不安、強直間代発作、自律神経失調症である。
症状の重症度は多くの要因によるが、多くを占めるのは飲酒量、本人のこれまでの飲酒歴、および以前のアルコール離脱歴である。症状らは以下に分類されている。
- アルコール性幻覚：視覚的、聴覚的、触覚的な一過性の幻覚を認めるが、それ以外ははっきりとしている。[8]
- 離脱発作：発作は飲酒後の48時間以内に発生し、一度の全身性強直間代発作、または数回の短い発作エピソードである[9]。
- 振戦せん妄：高アドレナリン作動状態、見当識障害、振戦、発声障害、注意力・意識障害、視覚および聴覚の幻覚[8]。飲酒後24-72時間後に起こるのが一般。振戦せん妄は最も深刻な離脱症状であり、アルコール解毒を経験した患者の5-20%、および離脱発作を経験した患者の3分の1に発生する[9]。

### 遷延性離脱症候群
多くのアルコール依存者は、離脱症状が急性期を過ぎても亜急性のものとして続き、これは遷延性アルコール離脱症候群として知られている。症状は時を経て軽減しておき、遷延性離脱症候群ともされる。いくつかの症状は、断酒後も少なくとも1年は続きえる。症状にはアルコールへの渇望、一般的な快楽から喜びを感じることができない（無快感症）、感覚の曇り、見当識障害、悪心、嘔吐または頭痛などがある
。
不眠症はアルコール離脱急性期後の、遷延性離脱症候群として一般的である。不眠症はアルコール再飲酒に影響があることが分かっている。研究においてはマグネシウムまたはトラゾドンが、アルコール依存からの回復において遷延性離脱症候群として発生した、不眠症の治療に役立つことが見いだされている。アルコール依存症による不眠症は、治療が困難かもしれない。それは多くの伝統的な睡眠導入剤（たとえばベンゾジアゼピン受容体作動薬やバルビツレート受容体作動薬）は、GABA A受容体メカニズムを介して作用しており、これはアルコールと交差耐性があるためである。しかしトラゾドンは交差耐性がないとされている。アルコール離脱症候群の急性期は、ときおり長期化しうる。遷移性の振戦せん妄は、アルコール離脱による可能性はあるが不確定要素だと医学文献では報告されている。